# Swerob
Swerob Service AB är ett svenskt tjänsteföretag med säte i Eskilstuna kommun. Det utför service på industrirobotar från ABB. Företaget har 17 anställda och en omsättning på 40 miljoner kronor (2018/2019).
Swerob finns i Skogstorp i Eskilstuna kommun på det fabriksområde i Rosenfors, som ursprungligen på 1860-talet etablerades av B & O Libergs Fabriks AB och som senare utnyttjats av Eskilstuna Jernmanufaktur AB och under 2000-talet av Sveaverken.